# Sovetskij rajon (Oblast' di Rostov)
Il Sovetskij rajon (in russo Советский район?) è un rajon dell'Oblast' di Rostov, nella Russia europea; istituito nel 1990, ha come capoluogo Sovetskaja, una popolazione di circa 7.000 abitanti e ricopre una superficie di oltre 1.200 chilometri quadrati.